# Icacinals
Les icacinals (Icacinales) són un ordre de plantes angiospermes. L'actual sistema APG IV de classificació de les angiospermes situa aquest ordre dins del clade de les làmides, dins de les astèrides, i inclou dues famílies.

## Taxonomia
Aquest ordre va ser reconegut per sistema de classificació APG IV per tal d'agrupar les famílies:
- Icacinaceae Miers
- Oncothecaceae Kobuski ex Airy Shaw

Tanamateix, al lloc web del Grup per a la filogènia de les angiospermes, aquest ordre ja no inclou la família de les Oncothecaceae, que ha estat emplaçada en un ordre propi, el de les oncotecals (Oncothecales).